# Église Saint-Martin de Lunan
L'église Saint-Martin est une église catholique située à Lunan, en France.

## Localisation
L'église est située dans le département français du Lot sur le territoire de la commune de Lunan.

## Historique
Un monastère aurait été fondé sous la règle de saint Martin de Tours par Clovis, vers 510, dans une vallée nommée Convallis Lunantis et que l'on suppose être Lunan. Ce monastère aurait été transféré dans la vallée du Célé au VIIIe siècle où il aurait adopté la règle de saint Benoît peu après. Il aurait eu un second fondateur, Pépin le Bref, qui se serait rendu à Figeac en 753 ou 754 avec le pape Étienne II pour la consécration de la nouvelle église à Figeac et non en 755 car le pape est en Italie. Mais la charte attribuant la fondation de l'abbaye Saint-Sauveur à Pépin le Bref est contestée. La fondation est attribuée à Pépin Ier d'Aquitaine, en 838. Pour le baron Chaudruc de Crazannes, le monastère fondé dans la Convallis Lunantis ne peut correspondre à Lunan.
Pépin Ier, roi d'Aquitaine, aurait concédé le monastère de Lunan à l'abbaye de Conques dans un diplôme daté du 23 août 838.
Les motifs des modillons rappellent ceux du portail nord de la cathédrale de Cahors. Cela laisse à penser que les parties romanes de l'église datent de la seconde moitié du XIIe siècle. De l'église romane, il reste l'abside de plan polygonal, la travée droite du chœur et une partie des murs de la nef avec deux colonnes engagées tronquées.
Le clocher-porche ajouté devant le portail ouest doit être du XVe siècle d'après le profil des nervures.
Pour les voûtes d'ogives de la nef et les deux bas-côtés il est difficile de définir des phases de construction. Une clef de voûte de la nef portant des armes des Laroque-Toirac permet de supposer qu'elle date du XIVe siècle. Une clef de voûte porte l'inscription G G R(ECTEUR) D(E) LUNAN. Les initiales G G pourraient désigner Géraud  Gailhardie ou Guisbert Gailhardie qui ont été recteurs en 1514 et 1554. Dans ce cas, les bas-côté seraient du XVIe siècle.
L'édifice a été classé au titre des monuments historiques le 5 juin 1973.